# Opel Zaragoza
Opel Zaragoza is een automobielassemblagefabriek van het Duitse concern Opel in de Spaanse provincie Zaragoza. Anno 2024 worden er de nieuwe vijfdeurs Opel Corsa, Opel Mokka en de Opel Grandland gebouwd. Sinds 2017 wordt er naast Opel Eisenach in Duitsland, ook de Opel Crossland X gebouwd.  De fabriek bouwde reeds meer dan elf miljoen Opels, waarvan meer dan negen miljoen Corsa's.

## Geschiedenis
In 1979 begon General Motors met de bouw van een nieuwe assemblagefabriek in Spanje om de nieuwe Opel Corsa te produceren. In november 1982 werd de fabriek geopend door Koning Carlos en liep de eerste Corsa van de band. In 1986 volgde de eerste Opel Kadett. In 1988 was de fabriek de eerste ter wereld die een derde (nacht)shift invoerde. In 1994 kreeg Zaragoza de nieuwe Opel Tigra toegewezen en in 2003 de Opel Meriva. Vanaf 2007 werd ook de Opel Combo-bestelwagen er gebouwd. Met bijna een half miljoen eenheden werd dat jaar ook een productierecord neergezet. In 2008 werden op het dak van de fabriek zonnepanelen geïnstalleerd. Het was met 180.000 m² de grootste dergelijke installatie ter wereld. Er werd vijftig miljoen euro in geïnvesteerd. In juli 2013 werd bekendgemaakt dat Zaragoza eind 2014 ook de Opel Mokka-SUV zal bouwen voor de Europese markt. Het Franse Groupe PSA kreeg in 2017 de fabriek in handen, toen het Opel overnam van GM.

## Gebouwde modellen
| Afbeelding | Model            | Periode    |  | Afbeelding | Model         | Periode    |
| ---------- | ---------------- | ---------- |  | ---------- | ------------- | ---------- |
|            | Opel Corsa A     | 1982–1993  |  |            | Opel Kadett E | 1986–1991  |
|            | Opel Corsa B     | 1993–2000  |  |            | Opel Tigra    | 1994–2000  |
|            | Opel Corsa C     | 2000–2006  |  |            | Opel Meriva A | 2003–2010  |
|            | Opel Corsa D     | 2006–2014  |  |            | Opel Combo C  | 2007–2011  |
|            | Opel Meriva B    | 2010–2017  |  |            | Opel Corsa E  | 2014–2019  |
|            | Opel Crossland X | 2017–heden |  |            | Opel Corsa F  | 2019–heden |